# IV Państwowe Gimnazjum im. Jana Długosza we Lwowie
IV Państwowe Gimnazjum im. Jana Długosza we Lwowie – polska szkoła z siedzibą we Lwowie w okresie II Rzeczypospolitej, od 1938 o statusie gimnazjum i liceum ogólnokształcącego.

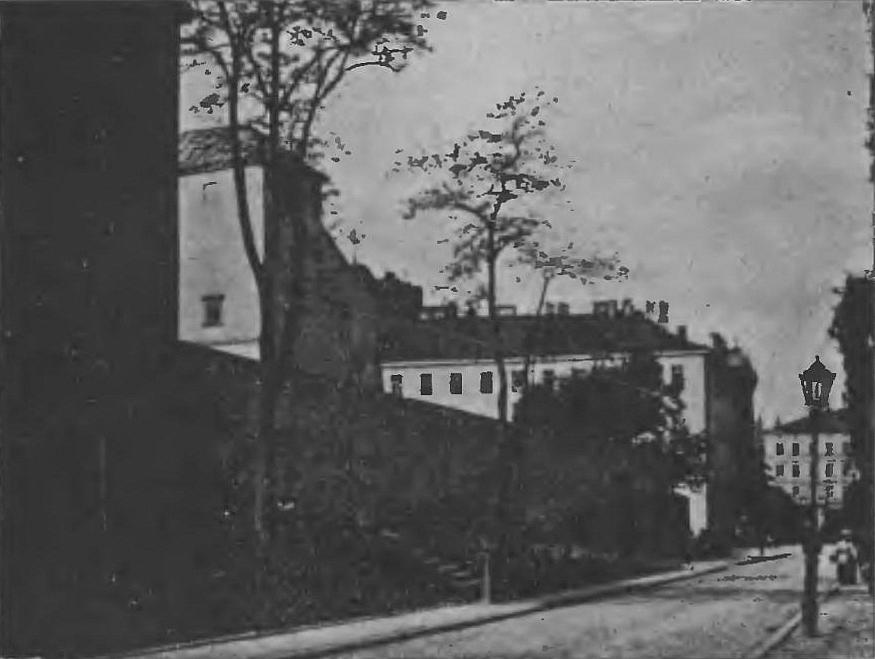
Zabudowania bernadyńskie (widok od ul. Wałowej)

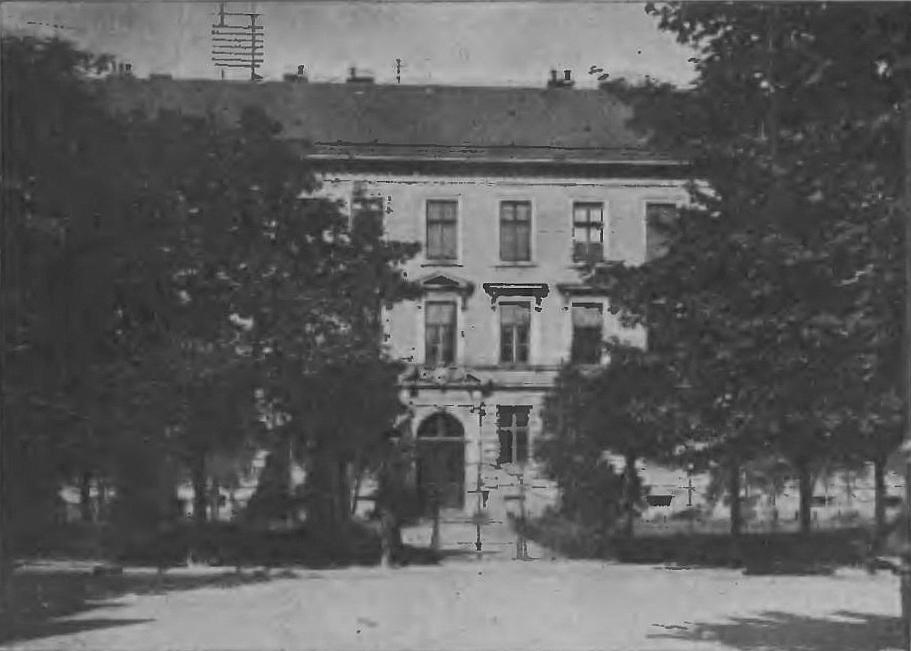
Gmach IV Gimnazjum przy ul. Nikorowicza

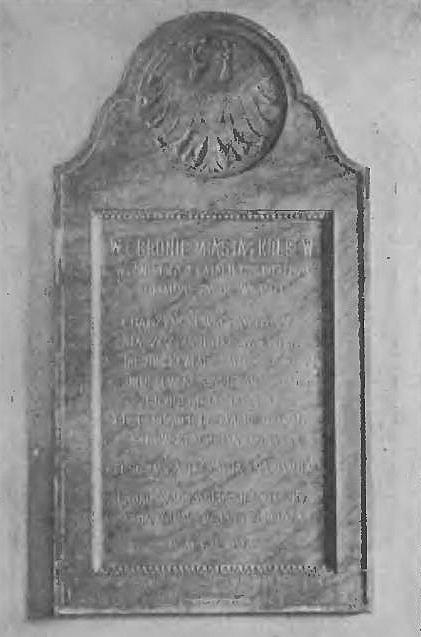
Tablica upamiętniająca poległych uczniów szkoły

## Historia
Pierwotnie w okresie zaboru austriackiego w 1876 dokonano wydzielenia z C. K. Gimnazjum im. Franciszka Józefa we Lwowie 9 klas tzw. „sekcji bernardyńskiej” z polskim językiem nauczania. Nową placówkę ulokowano w zabudowaniach bernardyńskich. Założona filia posiadała osobne kierownictwo, osobne grono nauczycielskie i była prowadzona w zabudowaniach oo. Bernardynów przy ulicy Wałowej. Decyzją cesarza Franciszka Józefa z 14 maja 1877 zostało powołane IV Gimnazjum z językiem polskim wykładowym, a postanowienie zostało wcielone w życie rozporządzeniem C. K. Ministra Wyznań i Oświaty z 20 maja 1879. W 1879 w sposób faktyczny dokonano definitywnego odseparowania tej placówki od C. K. Gimnazjum Franciszka Józefa. Pierwszy rok szkolny w samodzielnym gimnazjum rozpoczęto 1 września 1879, od tego czasu szkoła była prowadzona w zabudowaniach bernardyńskich oraz w kamienicy przy ul. Łyczakowskiej 3, wynajmowanej przez H. Zagórskiego, później w innym budynku pod numerem 10 tej ulicy. W 1880 w szkole uczyło się 569 uczniów w 14 oddziałach.
15 września 1890 został poświęcony nowo wybudowany gmach gimnazjum, położony w dzielnicy Na Bajkach (późniejsza VI) przy później nazwanej ulicy Józefa Nikorowicza. W tym czasie w szkole uczyło się około 800 gimnazjalistów. Wobec przepełnienia liczby uczniów (w 1898 było 864 gimnazjalistów) dokonano wydzielenia wszystkich oddziałów „b” z klas i utworzenia z nich „Oddziału równorzędnego VI gimnazjum”, od 1 września 1898 prowadzonego osobno w siedzibie gimnazjum (dotychczasowe oddziały „a” do „f” działały nadal w macierzystym IV Gimnazjum). Wobec tego w jednym gmachu działały dwa podmioty szkolne. W roku szkolnym 1908/1909 w IV Gimnazjum było 1217 uczniów w 26 oddziałach, zaś liczba nauczycieli wynosiła 53 – tym samym gimnazjum było największą szkołą na obszarze Austro-Węgier.
W 1900 wśród uczniów gimnazjum powstały pierwsze drużyny piłkarskie (ich założycielem był nauczyciel gimnastyki Eugeniusz Piasecki), a w 1904 drużyny uczniowskie przyjęły oficjalną nazwę „Klub Gimnastyczno-Sportowy uczniów IV-ego Gimnazjum”, który były zalążkiem klubu piłkarskiego Pogoń Lwów.
W związku narastającym przepełnieniem w 1909 oddziały równorzędne IV Gimnazjum zostały ulokowane w osobnej lokalizacji przy ulicy Chocimskiej, po czym w 1914 została utworzona filia IV Gimnazjum, która ostatecznie od 1921 działała jako samodzielne IX Państwowe Gimnazjum im. Jana Kochanowskiego we Lwowie.
Podczas I wojny światowej 1914-1918 gmach IV Gimnazjum był zajmowany przez wojsko i służył głównie jako szpital wojenny. Zarówno działania I wojny, jak i następujących po niej walk z Ukraińcami (1918-1919), dokonały uszkodzeń samego gmachu i wyposażenia gimnazjum, zaś aby uwiecznić przetrwanie tych wydarzeń na fasadzie budynku zostały wmurowane dwa szrapnele. W latach 20. w westybulu gmachu gimnazjum została ustanowiona tablica upamiętniająca uczniów szkoły poległych w walkach w obronie Lwowa w trakcie wojny polsko-ukraińskiej i Kresów podczas wojny polsko-bolszewickiej (projekt wykonał M. Łużecki; wymieniony m.in. Wacław Chądzyński, Tadeusz Jaszcz, Władysław Kolbuszowski, Stanisław Koniuszewski, Jan Pichocki, Kazimierz Ruebenbauer). Nazwiska tych uczniów zostały także wypisane na plakiecie z brązu, umieszczonej w sieni przy wejściu do gmachu.
Po odzyskaniu przez Polskę niepodległości władze II Rzeczypospolitej utrzymały typ klasyczny działania szkoły i w 1920 nadały IV Gimnazjum patronat „Jana Długosza”. Jednocześnie w 1920 dotychczasowa filia została przekształcona w IX Gimnazjum, ostatecznie od 1921 funkcjonujące jako samodzielna jednostka. Szkoła mieściła się pod adresem ulicy Józefa Nikorowicza 2 (lata 20. i do 1939) (według późniejszych relacji z lat 30. pod numerem 4; obecnie ulica Nikorowicza to ulica Profesorśka). W 1926 w gimnazjum prowadzono osiem klas w 13 oddziałach, w których uczyło się 458 uczniów wyłącznie płci męskiej.
W dniach 22-24 czerwca 1928 odbył się uroczystości jubileuszu 50-lecia IV Gimnazjum. Z tej okazji została wydana Księga pamiątkowa 50-lecia Gimnazjum im. Jana Długosza we Lwowie, opublikowana pod redakcją Władysława Kucharskiego.
W czasie wydawania zarządzeń Ministra Wyznań Religijnych i Oświecenia Publicznego Wojciecha Świętosławskiego z 23 lutego 1937 nadal istniało „IV Państwowe Gimnazjum im. Jana Długosza we Lwowie” i zapowiedziano utworzenie licem ogólnokształcącego w toku tzw. reformy jędrzejewiczowskiej (tworzono wówczas państwowe szkoły średnie ogólnokształcące, złożone z czteroletniego gimnazjum i dwuletniego liceum).
W 1958 odbył się w Krakowie Zjazd z okazji 80-lecia istnienia gimnazjum (uczestniczyło w nim trzech żyjących profesorów i niespełna 100 absolwentów). W 1983 odbył się zjazd abiturientów z roku 1933 w 50. rocznicę ich matury.

## Dyrektorzy
- Wojciech Biesiadzki (1876-1879, kierownik)[3]
- Edward Hamerski (1879, kierownik)[5]
- Edward Hückel (1879-18 XII 1884)[2][22]
- Władysław Lercel (1884, zastępczo)[2][23]
- Walenty Kozioł (1885-1903, zmarł)[2][24]
- dr Antoni Danysz (od 18 III 1903)[25]
- Mieczysław Jamrógiewicz (IX 1903-VI 1904, zastępczo)[26]
- dr Karol Petelenz (26 VI 1904 – 1 IX 1906)[27][28][2][29]
- Władysław Zagórski (1906-1907, zastępczo)[26][2]
- dr Wincenty Śmiałek (23 II 1907 – 1929)[2][30]
- dr Emil Urich (1929-1937)[2][31]
- dr Stanisław Pilch (p.o. dyrektora, 1937-)[32]
- Stanisław Szediwy (1937-)[33]

## Nauczyciele
- Stanisław Basiński
- Edward Dubanowicz
- Apolinary Garlicki
- Bonawentura Graszyński
- Wojciech Grzegorzewicz
- Szczęsny Jasiewicz
- Kazimierz Kolbuszewski
- Michał Konopiński
- Józef Kropiwnicki
- Walerian Krywult
- Władysław Kucharski
- Anatol Lewicki
- Jan Lewicki
- Mieczysław Łazarski
- Marian Łomnicki
- Emanuel Łoziński
- Antoni Łukasiewicz
- Hipolit Neuwirth
- Karol Nittman
- Józef Nogaj
- Eugeniusz Piasecki
- Bolesław Pochmarski
- Karol Rawer
- Aleksander Rutkowski
- Witold Rybczyński
- Adam Skałkowski
- Józef Słotwiński
- o. Gerard Szmyd
- Władysław Witwicki
- Leopold Wołowicz
- Walenty Wróbel
- Franciszek Zych

## Uczniowie i absolwenci
Absolwenci
- Ludwik Baar – adwokat, oficer (1910)
- Władysław Babel de Fronsberg – adwokat, wykładowca akademicki (1926)
- Karol Bader – dyplomata (1906)
- Karol Bałłaban – lekarz, oficer (1911)
- Teodor Bałłaban – lekarz, generał (1884)
- Roman Belohlavek – oficer, muzyk (1911)
- Marian Bilor – piłkarz (1908)
- Franciszek Bałaszeskul – oficer lekarz (1906)
- Stanisław Bryła – prawnik (1906)
- Leopold Caro – ekonomista, adwokat (1881)
- Władysław Chyliński – urzędnik (1894)
- Paweł Csala – przemysłowiec (1906)
- Jan Dadak – nauczyciel (1904)
- Przemysław Dąbkowski – historyk (1894)
- Tadeusz Dąbrowski – oficer (1912)
- Antoni Dorosz – lekarz (1908)
- Ignacy Drewnowski – oficer (1918)
- Kazimierz Drewnowski – oficer, inżynier (1889)
- Ignacy Drexler – urbanista (1897)
- Piotr Dunin Borkowski – polityk (1909)
- Aleksander Fedorowicz – duchowny rzymskokatolicki (1933)
- Kazimierz Filipiak – duchowny katolicki (1932)
- Mieczysław Gawlik – nauczyciel, historyk (1902)
- Stanisław Gilewicz – oficer lekarz (1890)
- Jan Sas-Giliczyński – bakteriolog (1914)
- Mieczysław Grużewski – oficer (1907)
- Henryk Hescheles – dziennikarz, pisarz (1906)
- Zygmunt Hołobut – prawnik, oficer (1892 lub 1893)
- Jan Hroboni – prawnik (1891)
- Roman Jamrógiewicz – nauczyciel (1895)
- Zbigniew Jaruzelski – inżynier rolnik, oficer, kawaler Virtuti Militari (1919)
- Adolf Joszt – chemik (1907)
- Edmund Jurystowski – urzędnik (1891)
- Józef Kallenbach – historyk (1880)
- Julian Kinasiewicz – oficer (1898)
- Władysław Kolbuszowski – żołnierz (1914)
- Jakub Krzemieński, właśc. Friedmann – oficer, prawnik, prezes NIK (1900)
- Stanisław Krzyż – oficer (1906)
- Konstanty Laidler – chemik (1927)
- Witold Langenfeld – oficer (1914)
- Seweryn Lehnert – nauczyciel (1908)
- Edward Lorenz – sędzia (1892)
- Emanuel Łoziński – nauczyciel, dziennikarz (1904)[34]
- Łucjan Łuszczki – duchowny rzymskokatolicki, kapelan Wojska Polskiego
- Kornel Makuszyński – pisarz (1903)
- Walery Maryański – olimpijczyk, generał (1894)
- Wiesław Müldner-Nieckowski – rzeźbiarz, malarz, rysownik (1933)
- Adam Moszyński – oficer (1916)
- Stanisław Ostrowski – lekarz, oficer, poseł, ostatni polski prezydent Lwowa, Prezydent RP na Uchodźstwie (1909)
- Włodzimierz Pajączkowski – lekarz (1883)
- Jan Parandowski – pisarz (1913)
- Bronisław Pawłowski – historyk, oficer (1901)
- Zbigniew Pazdro – prawnik (1893)
- Juliusz Petry – uczony (1908)
- Edward Pieczonka – pedagog (1902)
- Maciej Rataj – polityk (1904)
- Edward Riedl – oficer (1893)
- Adam Skałkowski – historyk (1896)
- Kazimierz Sośnicki – nauczyciel (1902)
- Czesław Adam Stronczak – oficer (1915)
- Mykoła Szłemkewycz – filozof, pisarz (1912)[35]
- Bolesław Twardowski – biskup (1882)
- Rafał Urzędowski – oficer (1909)
- Ignacy Wieniewski – historyk literatury, filolog klasyczny (1914)
- Henryk Zbierzchowski – pisarz (1899)
- Edward Zubik – biolog (1926)

Uczniowie
- Wacław Chądzyński – orlę lwowskie
- Eugeniusz Chilarski – oficer
- Edward Czerkas – orlę lwowskie
- Tadeusz Jaszcz – orlę lwowskie
- Stanisław Koniuszewski – orlę lwowskie
- Antoni Kurka – oficer
- Henryk Mosing – lekarz
- Zbigniew Paygert – żołnierz
- Stanisław Polakiewicz – pierwszy polski sędzia piłkarski, dziennikarz sportowy
- Jan Pichocki – orlę lwowskie
- Kazimierz Ruebenbauer – orlę lwowskie
- Zdzisław Stahl – prawnik, oficer
- Emil Wierzbiański – oficer